# Чаплиц, Владимир Николаевич
Владимир Николаевич Чаплиц (18 [30] мая 1874, Ромны, Полтавская губерния — 1955, Уфа) — архитектор-строитель, оренбургский гражданский архитектор и руководитель на общественных началах Оренбургского учебного округа в Уфе, член Союза архитекторов БАССР с 1935 года, заслуженный деятель искусств БАССР с 1948 года. Один из организаторов Союза архитекторов БАССР.

## Биография
Родился в семье учителя начальных классов из польского дворянского рода. В 1893 году окончил реальное училище Ровна Волынской губернии. В 1899 году окончил Институт гражданских инженеров императора Николая I Санкт-Петербурга, и сразу после назначен инженером Техническо-строительного комитета МВД Российской Империи.
С 10 июня 1899 по 1917 годы выполнял обязанности инженера-строителя и архитектора Оренбургского учебного округа по сооружению и проектированию, и курировал строительство зданий учебных и здравоохранительных учреждений в городах Миасс, Троицк, Челябинск и Уфа Уфимской и Оренбургской губернии.
С 1907 года жил в Уфе. 8 мая 1910 года вошёл в «особую постоянную строительную подкомиссию» Комитета по увековечению памяти С. Т. Аксакова вместе с Г. Г. Бухартовским, А. К. Ждановым, П. И. Костериным, А. П. Лобунченко.
В конце 1918 года заведовал отделом государственных движений имуществ Комитета учредительного собрания в Уфе.
В 1919 года передал всё имущество Советской власти, позже — арестован и подвергнут репрессиям. С 25 марта 1919 года до 3 января 1920 года содержался в Уфимской, Томской, Красноярской и Александровской центральной каторжной тюрьмах.
В 1920—1930 годах проводил экспертизы проектов строительства в БАССР. Также одновременно, в 1924—1930 годах — преподаватель Уфимского лесного техникума.
С 1935 года — заместитель начальника Управления Государственного контроля РСФСР по строительству БАССР. С 1939 года — консультант по капитальному строительству Совнаркома БАССР. С 1946 года — начальник архитектурного сектора проектно‑планировочного треста «Башпроект». С 1948 года — консультант Управления по делам архитектуры при Совете министров БАССР.

## Наследие
С 1900 по 1917 годы разработал проекты и осуществил строительство больше 20-ти общественных и жилых зданий в Оренбургской, Пермской и Уфимской губерниях.
В 1900 году реконструировал и расширил школу ремесленных учеников в Миассе (Ремесленная улица, 8а). В 1904 году консультировал проект реконструкции и перестройки женской и мужской гимназий в Троицке, а затем его реализовал.
В 1905 году спроектировал и построил здание Уфимского реального училища; в 1905—1907 годах — здание Челябинского реального училища, а в 1906—1907 годах — жилой дом для административно-педагогического персонала и домовую церковь во имя Алексия, митрополита Московского, этого училища.
В 1909 году спроектировал и построил здание Уфимского учительского института, реального училища Белебея (Пролетарская улица, 41), женской гимназии Стерлитамака (Комсомольская улица, 67), а также реконструировал здания Уфимского коммерческого училища (улица Ленина, 61) и Благовещенской учительской семинарии (Советская улица, 11).
В 1909 году спроектировал и построил здания городских училищ при Симском металлургическом и Миасском медеплавильном заводах, а 1911 году — в станице Уйской Верхнеуральского уезда.
С 1910 года, в составе «особой постоянной строительной подкомиссии» Комитета по увековечению памяти С. Т. Аксакова, курировал строительство Аксаковского народного дома в Уфе.
В 1913 году спроектировал и построил здание Верхнеуральского реального училища (улица Ленина, 51а). В 1917 году реализовал свой последний проект —двухкомплектную начальную школу в селе Петровском.

## Примечание
1. ↑  Архитекторы. bashenc.online. Дата обращения: 27 января 2021. Архивировано 31 января 2021 года.
2. ↑  ЧАПЛИЦ Владимир Николаевич. bashenc.online. Дата обращения: 27 января 2021. Архивировано 4 февраля 2021 года.
3. ↑  Энциклопедия "Челябинск". www.book-chel.ru. Дата обращения: 27 января 2021. Архивировано 1 декабря 2020 года.
4. ↑  Ергин Юрий Викторович. Архитектор Оренбургского учебного округа гражданский инженер В. Н. Чаплиц. www.elibrary.ru. Дата обращения: 27 января 2021.
5. ↑  Ергин Юрий Викторович. Архитектор Оренбургского учебного округа гражданский инженер В. Н. Чаплиц // Педагогический журнал Башкортостана. — 2013. — Вып. 1 (44). — ISSN 1817-3292.
6. ↑  Один из первых архитекторов. ufa.bezformata.com. Дата обращения: 27 января 2021.
7. ↑  ЧАПЛИЦ Владимир Николаевич | ЦентрАзия. centrasia.org. Дата обращения: 27 января 2021.
8. ↑  ГУБЕРНАТОР И ЕГО КОМАНДА. | Русское поле. www.ruspole.info. Дата обращения: 27 января 2021. Архивировано 9 мая 2021 года.
9. ↑  СОЮЗ АРХИТЕКТОРОВ. bashenc.online. Дата обращения: 27 января 2021. Архивировано 31 января 2021 года.
10. 1 2  [Обзор работ комитета по увековечению памяти писателя С.Т. Аксакова] [Текст] - Search RSL. search.rsl.ru. Дата обращения: 27 января 2021.
11. 1 2 3 4 5  №9.2019. Владимир Буравцов. Аксаковский народный дом: от идеи до открытия. bp.rbsmi.ru. Дата обращения: 27 января 2021.
12. ↑  Энциклопедия Башкирии → КОМИТЕТ ЧЛЕНОВ УЧРЕДИТЕЛЬНОГО СОБРАНИЯ. ufa-gid.com. Дата обращения: 27 января 2021. Архивировано 25 января 2021 года.
13. ↑  Отдел государственных движимых имуществ при Комитете членов Всероссийского Учредительного собрания. г. Самара. 1918 | База данных «Путеводители по российским архивам». guides.rusarchives.ru. Дата обращения: 27 января 2021. Архивировано 14 сентября 2020 года.
14. ↑  "БАШКИРГРАЖДАНПРОЕКТ", институт. bashenc.online. Дата обращения: 27 января 2021.
15. ↑  Ремесленная школа. arhistrazh.livejournal.com. Дата обращения: 27 января 2021. Архивировано 5 августа 2021 года.
16. ↑  Зодчество, ваше высочество.(Архитектура Челябинска: заметки, зарисовки, фрагменты). — Журнальный зал. magazines.gorky.media. Дата обращения: 27 января 2021. Архивировано 17 июня 2021 года.
17. ↑  yuvlatyshev, arhistrazh. Здание бывшей мужской классической гимназии. Группа "АрхиСтраж" (5 ноября 2017). Дата обращения: 27 января 2021. Архивировано 4 августа 2021 года.
18. ↑  5 октября 1873 г. открыта Троицкая мужская гимназия (Троицк, город). Дата обращения: 27 января 2021. Архивировано 23 февраля 2020 года.
19. ↑  Каталог объектов (недоступная ссылка — история). qr-ufa.info. Дата обращения: 27 января 2021.
20. ↑  Бельские просторы. www.hrono.ru. Дата обращения: 27 января 2021. Архивировано 1 мая 2022 года.
21. ↑  Реальное училище - Культурный мир Башкортостана. kulturarb.ru. Дата обращения: 27 января 2021.
22. ↑  Училище, где учился Ю.Н. Либединский - ГНПЦ по охране культурного наследия Челябинской области. www.gnpc74.ru. Дата обращения: 27 января 2021. Архивировано 7 августа 2016 года.
23. ↑  Реальное училище. db74.ru. Дата обращения: 27 января 2021.
24. ↑  Реальное училище. История и архитектура (ул. Красная, 38). kray.chelib.ru. Дата обращения: 27 января 2021. Архивировано 20 октября 2021 года.
25. ↑  Раздел «Архитекторы» — краткие справки о зодчих, мастерах, художниках и архитекторах. www.temples.ru. Дата обращения: 27 января 2021. Архивировано 25 февраля 2021 года.
26. ↑  Челябинск|Домовая церковь Алексия, митрополита Московского при бывшем Реальном училище. sobory.ru. Дата обращения: 27 января 2021. Архивировано 29 декабря 2019 года.
27. ↑  Бельские просторы № 9 2003. www.hrono.ru. Дата обращения: 27 января 2021. Архивировано 17 мая 2021 года.
28. ↑  Уфимский учительский институт. Ф. И-123. 168 ед. хр., 1909–1920 гг. 1 опись. Управление по делам архивов Республики Башкортостан. Дата обращения: 27 января 2021. Архивировано 25 октября 2020 года.
29. ↑  Учительский институт - Уфа от А до Я. Посреди России (24 февраля 2013). Дата обращения: 27 января 2021. Архивировано 5 марта 2021 года.
30. ↑  г.Белебей. Реальное училище - БАШТУРИСТ. Фотогалерея. www.bashturist.ru. Дата обращения: 27 января 2021.
31. ↑  ИКМ г. Белебей. www.belebeyikm.ru. Дата обращения: 27 января 2021. Архивировано 19 апреля 2022 года.
32. ↑  Женская гимназия в Стерлитамаке. Посреди России (21 ноября 2015). Дата обращения: 27 января 2021. Архивировано 29 июня 2017 года.
33. ↑  Правила землепользования и застройки городского округа город Уфа Республики Башкортостан. Приложение. Дата обращения: 27 января 2021. Архивировано 20 марта 2022 года.
34. ↑  Благовещенск|Церковь Кирилла и Мефодия при Благовещенской учительской семинарии. sobory.ru. Дата обращения: 27 января 2021. Архивировано 16 июня 2021 года.
35. ↑  Большой Русский Альбом - Галерея. www.rusalbom.ru. Дата обращения: 27 января 2021. Архивировано 30 января 2020 года.
36. ↑  yuvlatyshev, arhistrazh. Здание реального училища в Верхнеуральске. Группа "АрхиСтраж" (8 июля 2018). Дата обращения: 27 января 2021. Архивировано 13 июня 2021 года.
37. ↑  Верхнеуральский районный краеведческий музей | РЕАЛЬНОЕ УЧИЛИЩЕ (недоступная ссылка — история). muzey-vuralsk.chel.muzkult.ru. Дата обращения: 27 января 2021.